# Giuliano Gozi
Giuliano Gozi (7 de agosto de 1894-18 de enero de 1955) fue un político sanmarinense, Secretario de Relaciones Exteriores y líder del Partido Fascista Sanmarinense. También ocupó el cargo de capitán regente de San Marino 5 veces entre 1923 y 1941.

## Biografía
Gozi obtuvo una licenciatura en derecho en la Universidad de Bolonia entre 1914 y 1915. Cuando Italia entró en la Primera Guerra Mundial en 1915, se unió al Ejército Real Italiano. En noviembre de 1915 fue destinado como miembro de los Alpini al frente en el Valle del Boite y en el Tofane, donde obtuvo la Medalla de Bronce al Valor Militar.
En 1916 fue ascendido a teniente. Participó en la represión de los disturbios contra la guerra en Turín en el verano de 1917. Tras la derrota italiana en la Batalla de Caporetto en noviembre de 1917, regresó al frente con el 6.º Batallón Monte Pasubio de los Alpini y participó en la Batalla del Monte Grappa contra las Potencias Centrales.
Al final de la guerra, Gozi había recibido la Medalla de Oro al Valor Militar, la Medalla de Plata de la Cruz Roja Italiana, la Medalla de Plata de la República de San Marino y la Medalla de la Victoria Aliada.
El Gran Consejo General de San Marino nombró a Gozi como Secretario de Relaciones Exteriores en 1918. Fue el líder de facto de San Marino hasta que dejó este cargo en 1943. El 10 de agosto de 1922, Gozi fundó el Partido Fascista Sanmarinense y, en el momento de las elecciones generales de 1923, el partido se había convertido en el único partido legal. Ejerció como capitán regente en 1923, 1926, 1932, 1937 y 1941.
En 1939 firmó el Convenio de amistad y buena vecindad con el rey de Italia, Víctor Manuel III, que sigue vigente hasta la actualidad. El 17 de septiembre de 1942, cuatro años después de que los italianos promulgaran las leyes raciales italianas de 1938, Gozi promulgó la ley racial n. 33, que prohibía el matrimonio entre sanmarinenses y extranjeros o judíos; todavía se permitían los matrimonios con italianos no judíos.